# 考斯利·爱德华兹
考斯利·爱德华兹（英語：Corsley Edwards，1979年3月5日—），美国NBA联盟前职业篮球运动员。他在2002年的NBA选秀中第2轮第58顺位被萨克拉门托国王选中。